# 1854

## أحداث
- تأسيس مدينة ليمون، كوستاريكا [الإنجليزية] وتقع حاليا في كوستاريكا.
- تأسيس مدينة ألماتي وتقع حاليا في كازاخستان.
- تأسيس مدينة بارريتوس وتقع حاليا في البرازيل.
- تأسيس مدينة زاراتي، بوينس آيرس وتقع حاليا في الأرجنتين.
- تأسيس مدينة مونت غامبير وتقع حاليا في أستراليا.
- 22 أكتوبر: تأسيس مدينة تشيفيلكوي وتقع حاليا في الأرجنتين.
- حصار سلستره في الفترة ما بين 5 أبريل و24 يونيو.
- حصار بتروبافلوفسك في الفترة ما بين 18 أغسطس و28 أغسطس.
- 17 أكتوبر: بدء حصار سيفاستوبول والذي استمر إلى 9 سبتمبر 1855.
- 15 مارس - ولادة اميل ادولف فون بيرينغ، الحائز على جائزة نوبل للطب.

## مواليد
- آرتور رامبو
- أوسكار وايلد
- إسماعيل باشا أباظة
- إسماعيل صبري
- إميل فون بهرنغ
- باتريك جيدس
- بنيامين باركر أوديل ، الابن
- بول إرليخ
- بول ساباتييه
- جيمس اولى ديفيدسون
- ستانلي لين بول
- علي بن سعيد
- فيكتوريانو ويرتا
- كارل كاوتسكي
- كوريكيو تاكاهاشي
- هاري برادشو
- هنري بوانكاريه
- هنري لافونتين
- عبد الرحمن الكواكبي
- فلورنتينو أمفينو، عالم أرجنتيني.

## وفيات
- أحمد أفندي الزند
- الألوسي الكبير
- جون ديفيس
- عباس حلمي الأول
- عبد الله بن عبد القادر
- نحميا رايس نايت
- يرمياس جوتهلف
- جورج سيمون أوم فيزيائي ألماني. (ولد 1787 م).